# بيترس بيرنهام
بيترس بيرنهام (بالإنجليزية: Beatrice Burnham)‏ هي ممثلة أمريكية، ولدت في 2 أكتوبر 1902 في غالفستون في الولايات المتحدة، وتوفيت في 8 يناير 1995 في نيويورك في الولايات المتحدة.

## وصلات خارجية
- بيترس بيرنهام على موقع IMDb (الإنجليزية)
- بيترس بيرنهام على موقع أول موفي (الإنجليزية)
- بيترس بيرنهام على موقع قاعدة بيانات الفيلم (الإنجليزية)